# Mylocera tenebrifera
Mylocera tenebrifera is een vlinder uit de familie van de Xyloryctidae. De wetenschappelijke naam van de soort is voor het eerst geldig gepubliceerd in 1897 door Turner.